# Osztrák–Magyar Monarchia
Az Osztrák–Magyar Monarchia, más néven Osztrák–Magyar Birodalom vagy Ausztria–Magyarország (németül: Österreichisch-Ungarische Monarchie vagy Österreich-Ungarn, csehül: Rakousko-uherská monarchie vagy Rakousko-Uhersko) 1867 és 1918 között fennállt különleges, kettős (dualista) állam, pontosabban államszövetség, reálunió volt Közép-Európában. Két fele a Magyar Királyság és az Osztrák Császárság volt, melyek a közös uralkodó és a közös ügyként igazgatott külügy, hadügy és az ezekkel kapcsolatos pénzügyek által összekapcsolt önálló államok voltak. Az Osztrák–Magyar Monarchia Ferenc József szerint, csak és kizárólag három ember egyezkedése és tárgyalásai (kiegyezés) közepette jött létre: „Deák, Andrássy és jómagam” Az erről szóló törvényt Ferenc József magyar király (egyúttal osztrák császár) 1867. július 28-án szentesítette.
A Monarchia többnemzetiségű államszövetség volt, nemzetiségei közül a német nyelvű osztrákokon és a magyarokon kívül a fontosabbak a különböző szláv népek (lengyelek, ukránok, csehek, szlovákok, szlovének, horvátok, szerbek, bosnyákok), a románok és az olaszok voltak. A Magyar Királyság történelmi fejlődése és a 19. században bekövetkező egységesítés és közigazgatási reform révén fél-unitárius állam (unitárius: azaz egységállam) volt, autonómiát élvező területrészekkel (Horvát-Szlavónország, Fiume), a „Lajtán túli területek” Ausztria történelmi fejlődése és modellje alapján „történelmi-politikai egységekből”, tartományokból álló állam volt amelyek szintén élveztek némi belső függetlenséget a saját helyi ügyeikben. A szintén soknemzetiségű és eltérő fejlettségű, történelmi fejlődésű területeket az uralkodóház, a hadsereg és pár központi intézmény tartott össze. A nemzetiségeket és mozgalmaikat azonban a kiegyezés politikai-közjogi építményéből teljes egészében kihagyták. Azonban Ausztriában a szövetségi államszerkezetének jóvoltából nemzetiségi elitek egy jelentős részét hatékonyan integrálták a politikai rendszerbe (több osztrák, sőt közös miniszter is lengyel vagy cseh volt), Magyarország nyugat-európai típusú unitárius, azaz „egységállami” államszerkezeti berendezkedése viszont a nemzetiségi vezetők szinte teljes kiszorítását célozta, ugyanakkor az autonóm Horvát-Szlavónországban horvát dominancia érvényesült, élén horvát politikai elittel. Mindezek ellenére unikumnak számított a korabeli Európában, hogy etnikai kisebbségeket képviselő politikai pártok indulhattak az országgyűlési választásokon, és gyakran be is jutottak a magyar parlamentbe. Nemzetközi összehasonlításban fontos megjegyezni, hogy az első világháború előtti Európában kizárólag három országban alkottak törvényt a kisebbségi jogokról , először Magyarországon (1849 és 1868) másodikként Ausztriában (1867) a harmadik ország Belgium volt (1898). Más európai országok jogrendszerei tiltották és büntetni rendelték a kisebbségi nyelvek használatát az általános iskolákban, kulturális intézményekben, a közigazgatásban, az igazságszolgáltatásban, és a sajtóban is.
Az Osztrák–Magyar Monarchia 621 538 km2-es területével Európa második legnagyobb méretű állama Oroszország után, 51 milliós népességét tekintve pedig Európa harmadik legnépesebb állama volt az Orosz Birodalom és a Német Császárság után.
Ausztria–Magyarország 1910-től Franciaországot megelőzve a világ negyedik legnagyobb gépgyártójává és gépipari exportőrévé vált az Egyesült Államok, Németország és az Egyesült Királyság után.
Elektrotechnikai és villamosipari termékek (elektromos háztartási eszközök, gyáripari elektromos eszközök, valamint generátorok, gőzturbinák, transzformátorok) piacán pedig a világ harmadik legnagyobb gyártója és exportőre volt, az Egyesült Államok és Németország után.
1913-ra az Osztrák Császárság és a Magyar Királyság vasútvonalainak együttes hossza elérte a 43 280 kilométert. Nyugat-Európában csak Németország rendelkezett ennél nagyobb vasúthálózattal (63 378 km); az Osztrák-Magyar Monarchiát Franciaország (40 770 km), az Egyesült Királyság (32 623 km), Olaszország (18 873 km) és Spanyolország (15 088 km) követte.

## Elnevezése
A kettős állam hivatalos megnevezése magyarul Osztrák–Magyar Monarchia, míg németül Österreichisch-Ungarische Monarchie volt, amit a császár és király 1868-ban hirdetett ki. A nemzetközi érintkezésben mégis inkább az Ausztria–Magyarország (Österreich-Ungarn) forma terjedt el. Az osztrákok használták még a k. u. k. Monarchie (azaz Kaiserliche und königliche Monarchie Österreich-Ungarn vagyis Császári és Királyi Osztrák–Magyar Monarchia), valamint a Dunai Monarchia és a Kétsas elnevezést is, azonban ezek egyike sem terjedt el sem Magyarországon, sem máshol. A Monarchia megnevezése a legjelentősebb nemzetiségei nyelvén[forrás?]:
- Bosnyákul: Austro-Ugarska monarhija
- Csehül: Rakousko-Uhersko
- Horvátul: Austro-Ugarska Monarhija
- Lengyelül: Monarchia Austro-Węgierska
- Olaszul: Impero austro-ungarico
- Románul: Imperiul Austro-Ungar

## Története

### Előzményei és létrejötte
1835-től a könnyen befolyásolható V. Ferdinánd került a Habsburg Birodalom élére. Az 1848-ban megindult Népek tavasza során kitört az első bécsi forradalom, a magyar szabadságharc, majd a második és a harmadik bécsi forradalom is, melyek következtében lemondatták az uralkodót, és a tizennyolc éves unokaöccsét, Ferenc Józsefet koronázták császárrá. Az olasz egyesítési mozgalom megerősödése, majd a solferinói csatában (1859) elvesztett Lombardia, valamint a porosz–osztrák háború során megvívott königgrätzi csatában (1866) való súlyos vereség is nagy csapásként érte az amúgy is nehéz helyzetben lévő uralkodót, és aláásta az egész Birodalom tekintélyét. Ezek következtében a császár belátta, hogy az abszolutista, azonnali megtorlással járó politikája nem hozza meg a várt stabilitást, és az ezzel járó katonai költségvetés is komoly terhet jelent az állam részére. Ennek fényében politikai engedményeket tett, lemondatta több miniszterét, majd az októberi diploma és az ezt követő februári pátens kiadása értelmében megszületett a kétkamarás parlament, a Reichsrat. Az ekkor még főleg a volt nemes földbirtokosokból álló, rendi jellegű magyar uralkodó osztály az 1848-as áprilisi törvényekhez szeretett volna visszatérni, ezek eléréséhez azonban nem volt elegendő ereje. Azonban az uralkodó elbizonytalanodását érzékelve Deák Ferenc és Andrássy Gyula, fokozták politikai nyomásukat a bécsi udvarra, amely körülmények között Ferenc József már egyre jobban hajlott a kompromisszumra, míg végül 1867-ben létrejött az osztrák-magyar kiegyezés (Österreichisch-Ungarischer Ausgleich). 1865 és 1867 között nyaranta a „Haza Bölcse” sógorának, és egyben hű barátjának, nyirlaki Tarányi-Oszterhuber Józsefnek a Zala vármegyei pusztaszentlászlói kúriájában szorgalmasan dolgoztak Deák Ferenc és társai a kiegyezés előkészítésén.
Miután Ferenc József megbizonyosodott arról, hogy Ausztria nem őrizheti meg nagyhatalmi pozícióját a magyarokkal való kiegyezés nélkül, eldöntötte, hogy tárgyalnia kell, Ferenc József szerint csak és kizárólag három ember egyezkedése és tárgyalásai közepette jött létre az Osztrák–Magyar Monarchia: „Deák, Andrássy és jómagam.”

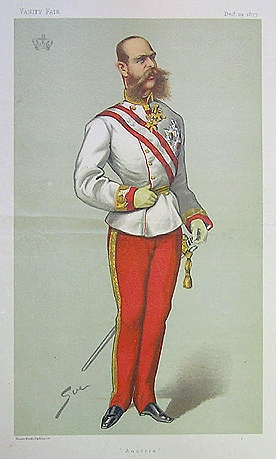
I. Ferenc József
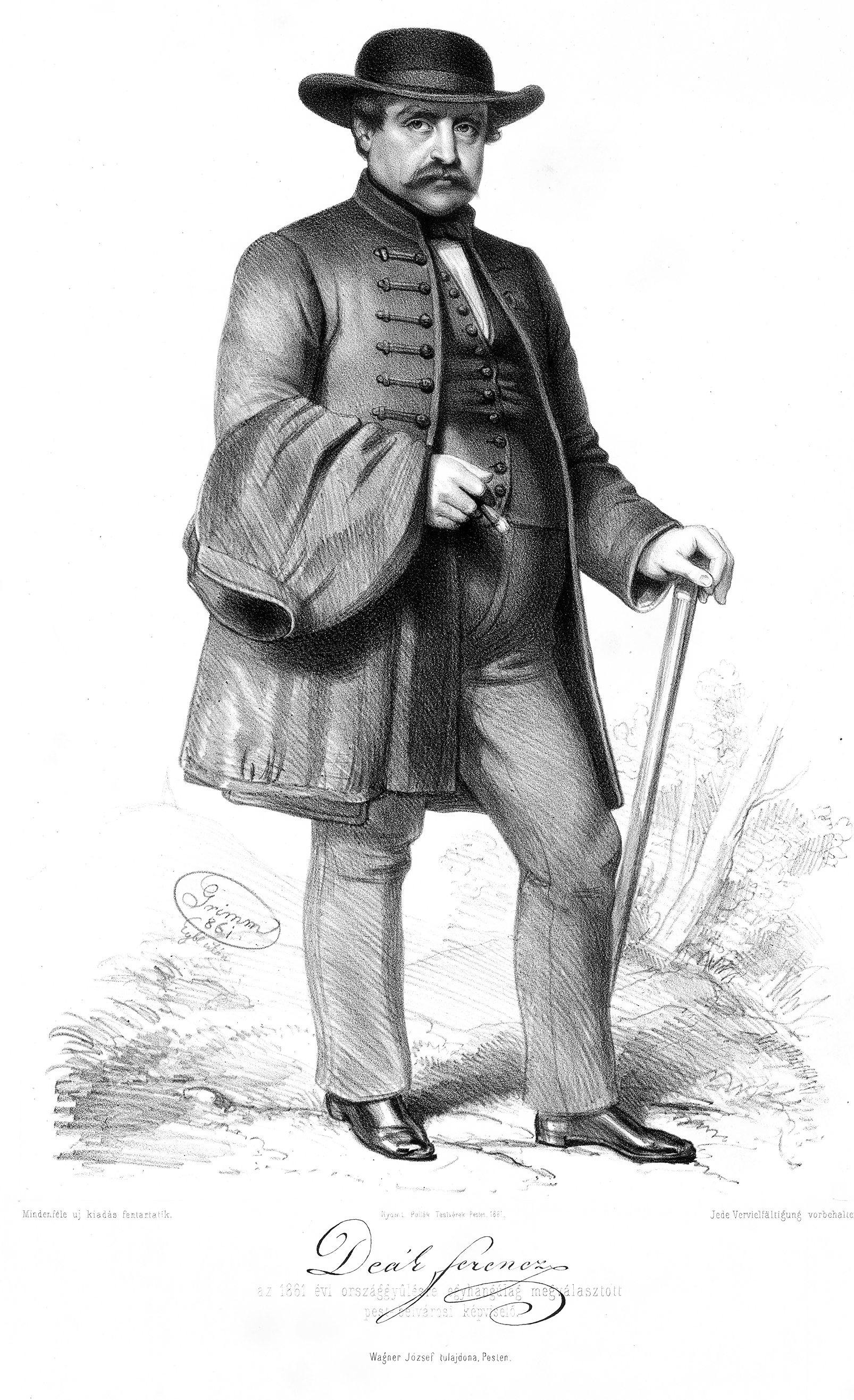
Deák Ferenc
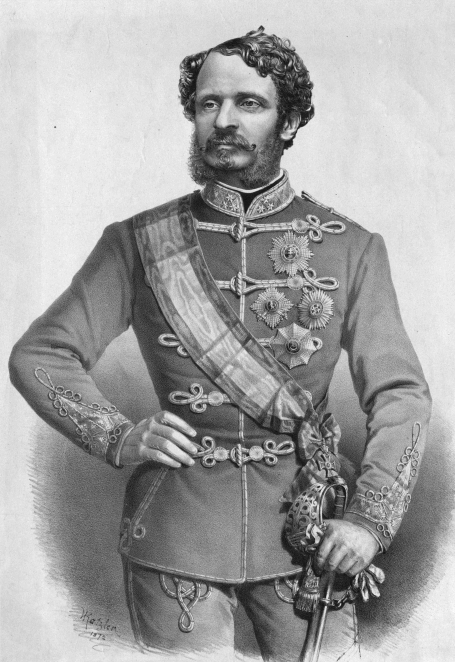
Andrássy Gyula

A kiegyezés értelmében az osztrák és a magyar felek összeegyeztették a bécsi udvar nagyhatalmi törekvéseit a magyar vezető rétegnek azzal a törekvésével, hogy Magyarország belső berendezkedését teljes egészében maguk határozhassák meg, ellenállva az iparosodás által hozott társadalmi változásoknak és a nemzetiségi mozgalmak egyre erősödő követeléseinek. Ez a kompromisszum azonban szükségképpen eltérő belső politikai fejlődéshez vezetett a két államban. Mivel közjogi értelemben a kiegyezés nem egyszerűen a közös uralkodó és a magyar vezető réteg, hanem éppen annyira a két birodalomfél között jött létre, ezért a létrehozott konstrukció elengedhetetlenné tette, hogy Ausztriában is alkotmányos berendezkedés jöjjön létre. Ennek eredménye lett a dualista államszövetség, Osztrák–Magyar Monarchia (Österreichisch-Ungarische Monarchie) néven.
A politikai kiegyezést a közös ügyek költségeinek megosztásáról, a vámunióról és egyéb gazdasági kérdésekről szóló gazdasági kiegyezés egészítette ki, amit azonban tízévenként meg kellett újítani. Mindezek része volt, hogy az osztrák császár egyben magyar király is lesz. Ezért 1867. június 8-án a budavári Nagyboldogasszony-templomban, I. Ferenc József néven magyar királlyá koronázták az osztrák uralkodót, valamint Wittelsbach Erzsébetet, a magyarok által gyakran csak Sisi néven becézett közkedvelt feleségét.

### Gyarmatosítás
A Monarchia a közvetlen atlanti-óceáni kapcsolat hiánya miatt nem tudott érdemi kolonizációt folytatni. A Birodalom inkább különböző területeinek megtartására törekedett, de tengerentúli területek híján is a nyugat-európai hatalmak egyik legnagyobb vetélytársukat látták benne. Az 1899 és 1901 között zajló bokszerlázadás idején a Monarchia is küldött egy kisebb csapatot Kínába 6 másik nemzettel együtt, így a győzelem után egy kis gyarmatot szerzett Tiencsinben. Az apró koncessziós terület mérete alig 0,61 km² volt, de volt saját kórháza, iskolája és börtöne is. Mintegy 40 000-en éltek itt. A trianoni békeszerződésben a széteső Monarchia ezt a területét is elvesztette. A több mint 16 éves fennállás során azonban számos épületet húztak fel, amelyek közül alig egy-két darab maradt meg, és a történészek szerint az Osztrák–Magyar Monarchia Európán kívüli épületei közül csak ezek állnak ma is.
Az egyetlen jelentősebb expedíciót 1873-ban tették, ekkor az északkeleti átjáró keresése közben az osztrák–magyar északi-sarki expedíció Payer és Weyprecht vezetésével felfedezett egy szigetcsoportot, amit tiszteletből I. Ferenc József után Ferenc József-földnek kereszteltek el, ez a terület azonban sohasem volt a Monarchia gyarmata, igényt sem támasztott rá.

### Felbomlása

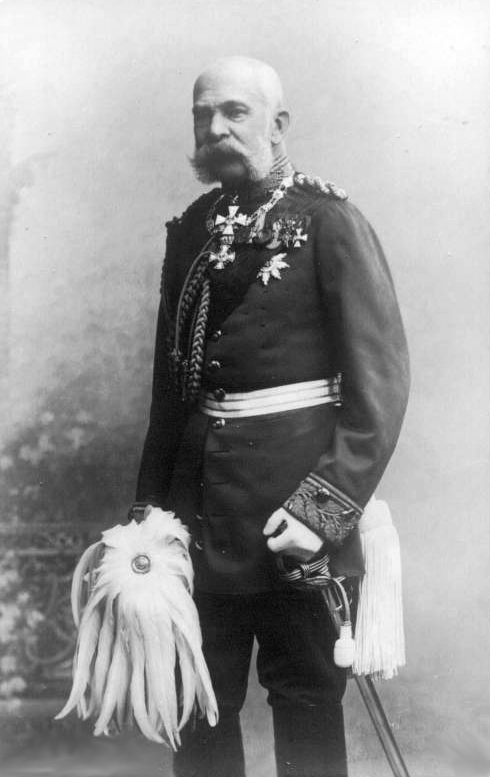
I. Ferenc József (1848–1916) porosz marsalli díszegyenruhában.

1918. október 16-án IV. Károly magyar király a Lajtáninneni területeken Hussarek-Heinlein-kormány javaslatára egy kiáltványt juttatott el az emberekhez. Ebben a kiáltványban engedélyezte, hogy az Osztrák Császárság átalakuljon egy konföderációvá. Ennek következtében az ausztriai nemzetiségek saját nemzetgyűlést alakítottak.

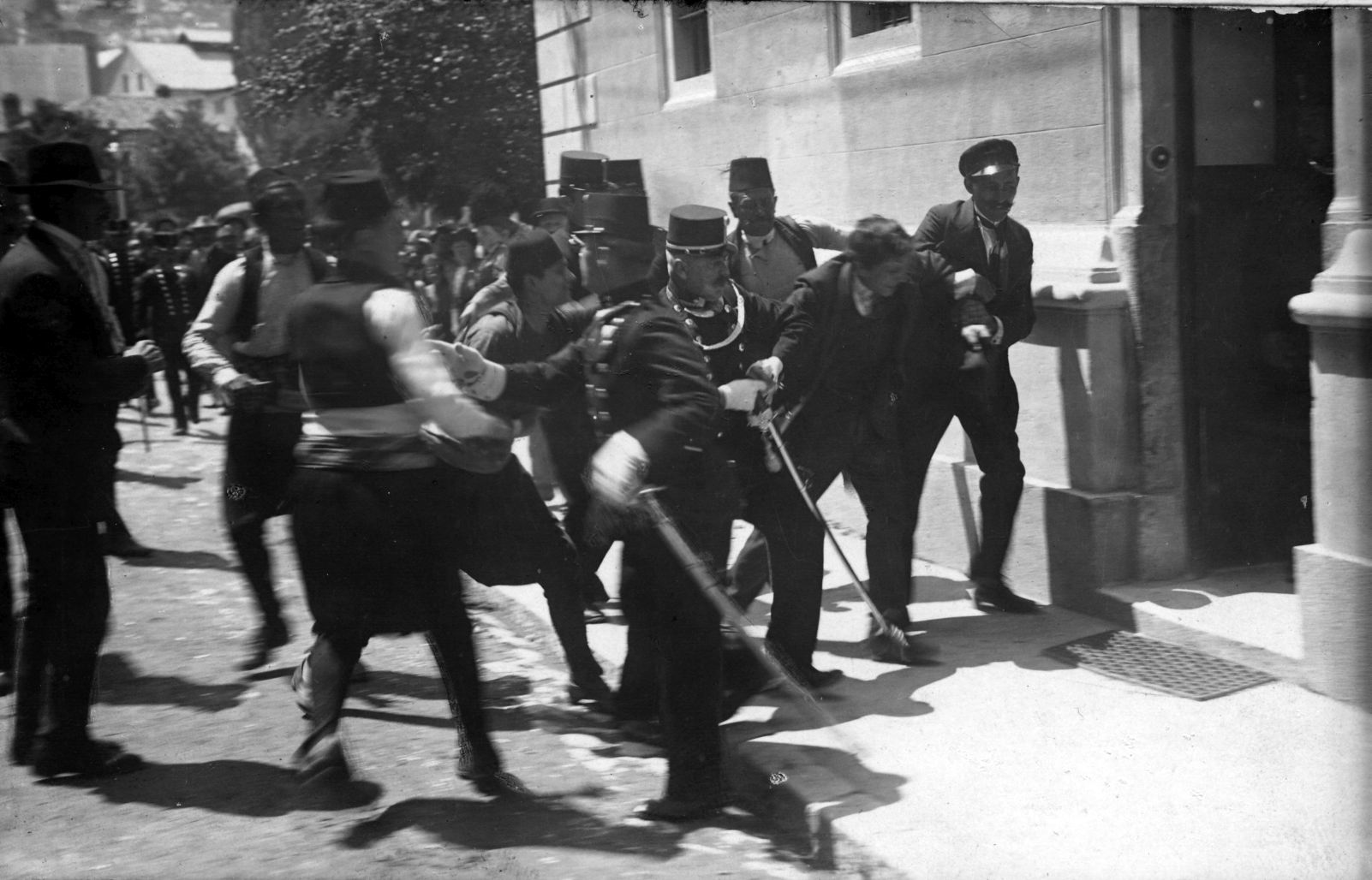
Gavrilo Princip elfogása

A Wekerle-kormány azonban félreismerte a helyzetet, és visszautasította a király kiáltványát. A magyarok továbbá fel akarták mondani a perszonáluniót Ausztriával.  1918. október 24-én a császári kormány elveszítette a hatalmát Bécs felett, a Császárság részei is kiválásra készültek. A Wekerle-kormány kihasználva a hangulatot október 31-ével felmondta az 1867-es megállapodásokat, ezzel megszűnt a perszonálunió Ausztria és Magyarország között.
Október 28-án Prágában kikiáltották a csehszlovák államot, Galícia csatlakozott a lengyel államhoz. Másnap a morva nemzetgyűlés is felszámolta a császári intézményeket Brnóban, és csatlakoztak a csehszlovák államhoz. A horvát Szábor elszakadt Magyarországtól, és Zágrábban kikiáltották a Szlovén–Horvát–Szerb Államot. A szlovének is kihirdették elszakadásukat Ausztriától.
November 11-én Bécsben Heinrich Lammasch miniszterelnök (október 26-án ő vezette az aznap megalakult Likvidációs Minisztériumot) menesztette a hatalmából a császárt. Másnap kikiáltották a Német-ausztriai Köztársaságot. Az eckartsaui nyilatkozatában I. Károly császár (Magyarországon IV. Károly néven királyként uralkodott) is lemondott az államügyek intézéséről és uralkodói jogairól.

#### A felbomlás következményei és jogi háttere
A Monarchia létének az első világháborús katonai vereség és a nemzetiségi mozgalmak felerősödése vetett véget. 

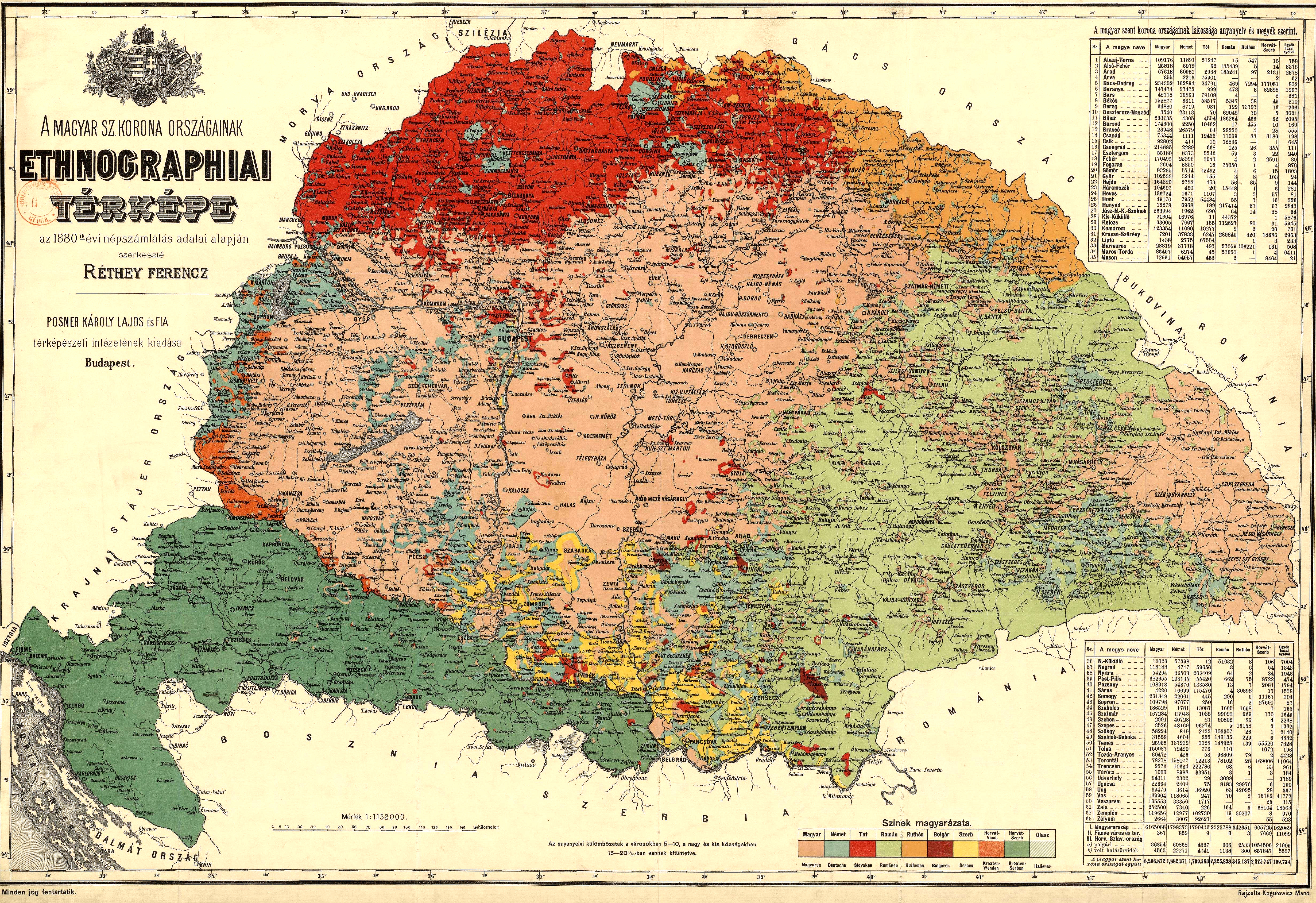
Réthey Ferenc: a Magyar Szent Korona országainak etnográfiai térképe az 1880. évi népszámlálás adatai alapján. Budapest 1886, rajzolta Kogutowicz Manó

Noha az USA támogatta a Monarchia fennmaradását, de a többi antant tagállam (Egyesült Királyság, Franciaország, Olaszország) nem osztotta az USA ezen nézetét, így a Monarchiát feloszlatták. Ausztria és Magyarország viselte a politikai felelősséget a háborúért. A saint-germaini békeszerződés és a trianoni békeszerződés által lefektetett új határok szétszabdalták a korábbi jól működő gazdasági egységet, és kiélezték a korábban is meglévő, ám a Monarchia által kordában tartott nemzetiségi vitákat Közép-Európában, amelyek így hozzájárultak a második világháború kitöréséhez.

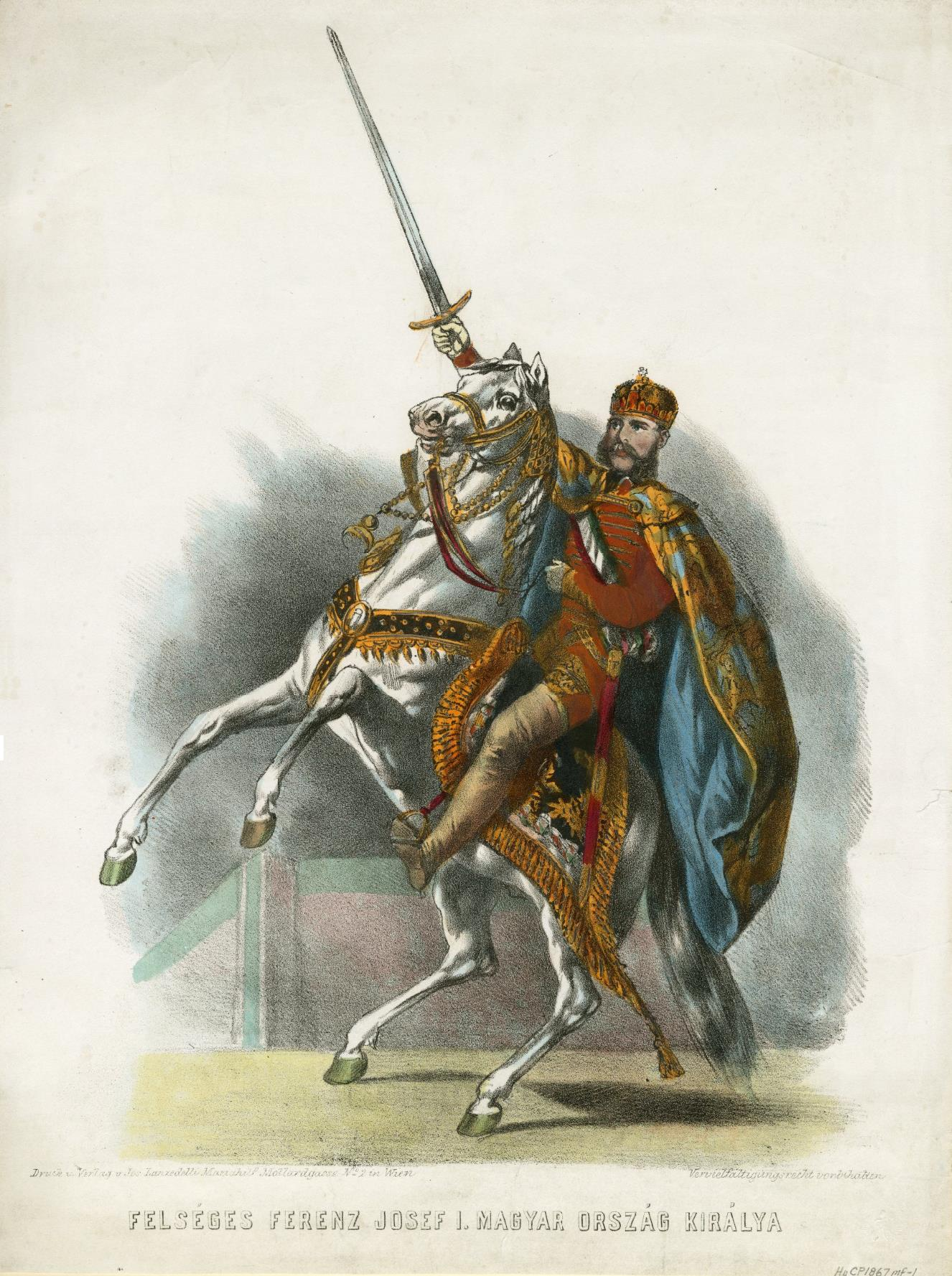
Felséges Ferenz Josef I. Magyar Ország királya, színezett litográfia

A Monarchia felbomlásához az vezetett, hogy a megalakuló nemzeti tanácsok sorra mondták ki elszakadásukat Ausztriától és Magyarországtól, illetve ezen országok nemzeti tanácsai is kimondták ugyanezt. A dualista állam ugyanis két független államból: az Osztrák Császárságból és a „Magyar Szent Korona országaiból” állt. A Monarchia jogi értelemben nem volt egy állam, hanem államszövetség. A Monarchia felbomlása csupán a két állam közötti jogi kapcsolatok megszűnése volt 1918 novemberében. Az osztrák jogi szakírók szerint az Osztrák Császárság megszűnése a szétesés fogalma alá vonandó, hiszen egyik utódállam sem tekintette jogelődjének a Császárságot. Az újonnan alakult Osztrák Köztársaság sem volt azonos a Császársággal.
A szakirodalomban elterjedt kifejezés az „utódállam” fogalom, a Monarchia utódállamának tartják Magyarországot, Ausztriát, Csehszlovákiát, mivel területük teljes egészében, illetve a SZHSZ Királyságot és Romániát, mivel területük hangsúlyosabb formában, nagyobb részt a korábbi Monarchia területén jöttek létre. Ez viszont nem jelenti hogy politikai értelemben is azonosultak volna a korábbi birodalommal. A Monarchia jogi értelemben egyetlen utódállam nélkül szűnt meg, A Magyar Köztársaság, majd a tanácsköztársaság illetve a Horthy-korszak Magyar Királysága a magyar állami jogfolytonosságot vitte tovább, Magyarország tehát kivált a Monarchiából, míg Ausztria nem tekintette jogelődnek az Osztrák Császárságot.
Közvetlenül az Osztrák–Magyar Monarchia felbomlása után a területén létrejövő és a területéből részesülő államok:
- Ausztria
- Magyar Népköztársaság
- Szlovén–Horvát–Szerb Állam
- Csehszlovákia
- Lengyelország
- Olasz Királyság
- Román Királyság
- Nyugat-Ukrán Népköztársaság

A Birodalom egykori területén álló mai államok:
- Ausztria
- Magyarország
- Csehország
- Szlovákia
- Lengyelország
- Ukrajna
- Románia
- Szerbia
- Montenegró
- Bosznia-Hercegovina
- Horvátország
- Szlovénia
- Olaszország

## Uralkodói
| # | Uralkodó Uralkodási idő | Portré | Címer | Születése Halála                                                              | Házastársa Örököse | Koronázás                   |
| - | --- | ------ | ----- | ----------------------------------------------------------------------------- | --- | --------------------------- |
| 1 | I. Ferenc József Ausztria 3. császára Magyarország 56. királya 1867. június 8. ┃ 1916. november 21. (49 év, 5 hónap, 14 nap)       |        |       | 1830. augusztus 18. Bécs 1916. november 21. Bécs (86 évesen)                  | Wittelsbach Erzsébet bajor hercegnő Rudolf koronaherceg Habsburg–Lotaringiai Károly Lajos Habsburg–Lotaringiai Ferenc Ferdinánd Habsburg–Lotaringiai Károly | 1867. június 8. Buda        |
| 2 | I. (IV.) Károly Boldog Károly Ausztria 4. császára Magyarország 57. királya 1916. november 21. ┃ 1918. november 3. (1 év, 360 nap) |        |       | 1887. augusztus 17. Persenbeug-Gottsdorf 1922. április 1. Funchal (34 évesen) | Zita Bourbon–parmai hercegnő Ottó koronaherceg | 1916. december 30. Budapest |

## Államszervezet
Az Osztrák-Magyar Monarchiában a legfőbb hatalom végig a közös uralkodó, a császár és király kezében összpontosult. A korabeli európai viszonyokhoz képest az osztrák és magyar uralkodói jogkörök rendkívül szélesek és erősek voltak.

### A Monarchia közös szervei

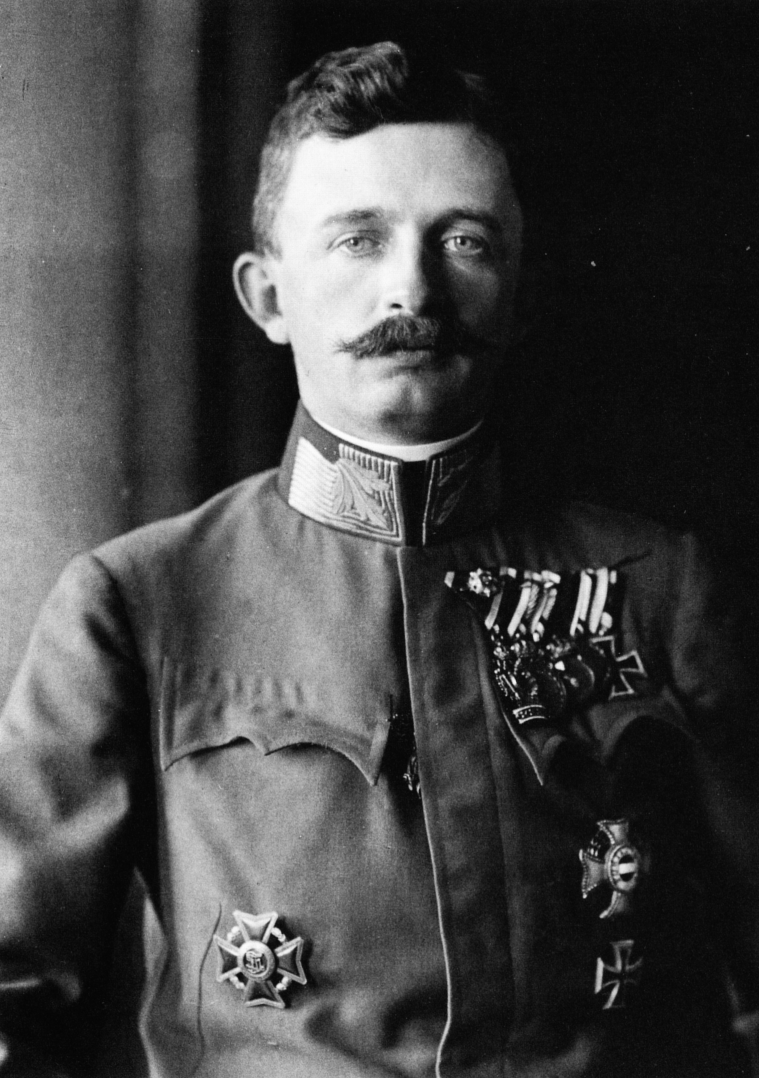
I. (IV.) Károly (1916–1918)

Az Osztrák–Magyar Monarchia közjogi értelemben két önálló államból állt, melyeket a közös uralkodó személye (osztrák császár és magyar király) és a közös ügyek (külügy, hadügy és a kettő fedezésére szolgáló pénzügy) kapcsolt össze. Az uralkodó személyének egybeesését a két államnak a trónöröklést egymástól függetlenül, de teljesen azonos módon szabályozó törvényei biztosították, már a 18. század óta. Az uralkodó teljes címe tartalmazta valamennyi, az osztrák császári és a magyar királyi címhez történelmileg kapcsolódó országra és tartományra való hivatkozást, de ez merő formalitás volt csupán, közjogi következménye nem volt.
A közös ügyek vitele a közös külügyminisztérium és a közös hadügyminisztérium feladata volt. Ezek költségeinek fedezésére a két állam tízévenként megújított szerződésben meghatározott arányban (kvóta) járult hozzá, az általuk így átengedett pénzeszközök kezelése a közös pénzügyminisztérium feladata volt. A közös pénzügyminisztérium később néhány más, a két állam által átengedett feladatot is megkapott, elsősorban az 1908-ban a Monarchia által bekebelezett Bosznia-Hercegovina közigazgatásának irányítását. (Az ezt megelőző harminc évben, amikor a tartományok jogilag még a Török Birodalomhoz tartoztak, de a Monarchia megszállása alatt álltak, a közös hadügyminisztérium felügyelte a helyi közigazgatást.)
Az uralkodón és a három közös minisztériumon kívül a Monarchiának nem volt más közös szerve. A közös végrehajtó szervek parlamentáris ellenőrzésére a két állam törvényhozásai (az osztrák Birodalmi Tanács és a magyar Országgyűlés) delegációkat küldtek ki. Ezek azonban nem alkottak közös törvényhozó testületet, csupán a kifejezetten rájuk ruházott hatáskörben jártak el, erősen korlátozott eljárási rend szerint. Ezeket az uralkodó hívta össze, évente felváltva Budapestre és Bécsbe (vagy elvileg bármely osztrák tartomány fővárosába). A delegációk nem tárgyaltak együttesen, mindig külön-külön hallgatták meg a közös minisztereket és alakították ki saját álláspontjukat többségi szavazással, egymással pedig csak írásban érintkeztek. Amennyiben ez az eljárás nem vezetett eredményre, vagyis közös álláspont kialakítására, úgy a delegációk együttes ülést tartottak, kizárólag szavazás céljából.

### Közigazgatási beosztás

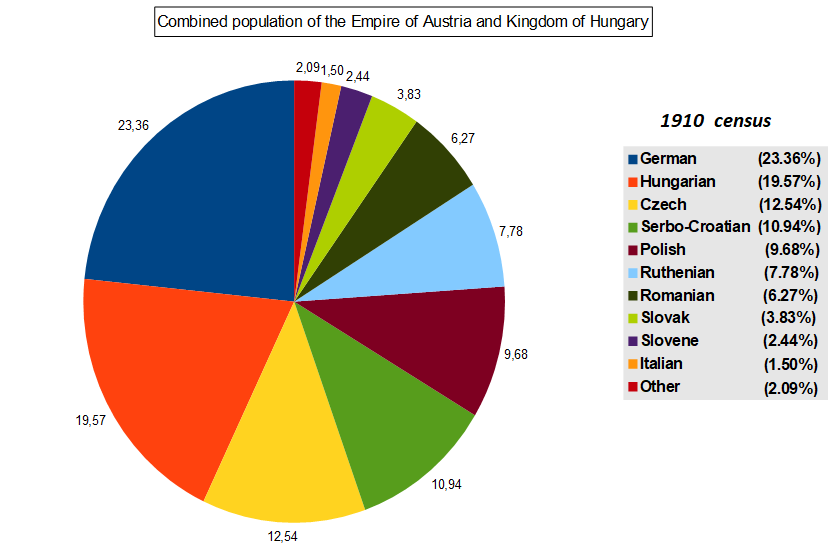
Az 1910-es népszámlás etnikai adatai a Monarchia egészében

A Monarchiának a közös hadsereg területi szervein kívül nem volt saját területi közigazgatása. A két állam önállóan, egymástól függetlenül alakította közigazgatási rendszerét és beosztását. A kiegyezés utáni években mind az osztrák területeken, mind pedig a Magyar Királyságban a kor szellemének és követelményeinek megfelelő, viszonylag korszerű közigazgatási és önkormányzati rendszer alakult ki, ami tekintettel volt a történelmi hagyományok sajátosságaira is.
Ausztria történelmileg kialakult tartományokra (németül: Land) oszlott, melyek egyedileg szabályozott, több-kevesebb autonómiával rendelkeztek. A legnagyobb belső önállóságot a főleg lengyelek és ukránok által lakott, nagyrészt a helyi lengyel vezető réteg irányítása alatt álló Galíciai és Lodomériai királyság érte el. Az osztrák tartományokon belül és közöttük jelentős nemzetiségi különbségek és feszültségek voltak, amire a közigazgatási rendszer nem tudott, de valójában nem is akart választ adni.
Magyarországhoz autonóm társországként tartozott Horvát–Szlavónország, mely az ország többi részével együtt egységes szervezetű és jogállású területi önkormányzatokra, törvényhatóságokra (vármegyék, törvényhatósági jogú városok, Budapest fő- és székváros, valamint a Fiume város és kerülete) oszlott.
A Monarchia 1878-ban az Oszmán Birodalommal kötött megállapodás alapján megszállta, majd 1908-ban annektálta (bekebelezte) Boszniát és Hercegovinát. A két tartomány a megszállás idején nemzetközi jogi értelemben továbbra is az Oszmán Birodalom része volt, de közigazgatását a közös hadügyminisztérium felügyelte. A bekebelezés után a tartományok közigazgatását a közös pénzügyminisztériumnak rendelték alá.
| Ország                                                      | Tartomány zászlaja | Központ                          | Népesség   | Terület |
| Ország                                                      |                    | (a város népessége)              | 1910-ben   | km²     |
| Cseh Királyság (Böhmen)                                     |                    | Prága (Prag) (224 000)           | 6 769 000  | 51 948  |
| Dalmát Királyság (Dalmatien)                                |                    | Zára (Zara) (14 000)             | 646 000    | 12 833  |
| Galíciai és Ladomériai Királyság (Galizien)                 |                    | Lviv (Lemberg) (206 000)         | 8 025 000  | 78 493  |
| Alsó-Ausztriai Főhercegség (Österreich unter der Enns)      |                    | Bécs (Wien) (2 031 000)          | 3 532 000  | 19 822  |
| Felső-Ausztria Főhercegség (Österreich ob der Enns)         |                    | Linz (Linz) (71 000)             | 853 000    | 11 981  |
| Bukovinai Hercegség (Bukowina)                              |                    | Csernyivci (Czernowitz) (87 000) | 800 000    | 10 442  |
| Karintiai Hercegség (Kärnten)                               |                    | Klagenfurt (Klagenfurt) (29 000) | 396 000    | 10 327  |
| Krajnai Hercegség (Krain)                                   |                    | Ljubljana (Laibach) (47 000)     | 526 000    | 9 955   |
| Salzburgi Hercegség (Salzburg)                              |                    | Salzburg (Salzburg) (36 000)     | 215 000    | 7 153   |
| Felső- és Alsó-Sziléziai Hercegség (Österreicher-Schlesien) |                    | Opava (Troppau) (31 000)         | 757 000    | 5 147   |
| Stájer Hercegség (Steiermark)                               |                    | Graz (Graz) (152 000)            | 1 444 000  | 22 426  |
| Morva Őrgrófság (Mähren)                                    |                    | Brno (Brünn) (126 000)           | 2 622 000  | 22 222  |
| Tiroli Hercegesített Grófság (Tirol)                        |                    | Innsbruck (Innsbruck) (53 000)   | 946 000    | 26 683  |
| Osztrák Tengermellék (Küstenland)                           |                    | Trieszt (Triest) (161 000)       | 895 000    | 7 969   |
| Vorarlberg (Voralberg)                                      |                    | Bregenz (Bregenz) (9 000)        | 145 000    | 2 601   |
| Osztrák Császárság                                          | Osztrák Császárság | Osztrák Császárság               | 28 571 900 | 300 002 |

| Ország                                        | Tartomány zászlaja | Központ                              | Népesség   | Terület |
| Ország                                        |                    | (a város népessége)                  | 1910-ben   | km²     |
| Magyarország a társországok nélkül (Ungarn)   |                    | Budapest(1 290 000)                  | 18 264 533 | 282 297 |
| Horvát–Szlavónország (Kroatien und Slawonien) |                    | Zágráb (Agram) (80 000)              | 2 621 954  | 42 534  |
| Fiume város és kerülete (Sankt Veit am Flaum) |                    | Fiume (Sankt Veit am Flaum) (39 000) | 48 800     | 21      |
| Magyar Királyság                              | Magyar Királyság   | Magyar Királyság                     | 20 886 487 | 324 762 |

| Ország                                                     |                          | Központ                       | Népesség   | Terület |
| Ország                                                     |                          | (a város népessége)           | 1910-ben   | km²     |
| Bosznia-Hercegovinai Kondomínium (Bosnien und Herzegowina) |                          | Szarajevó (Sarajewo) (52 000) | 1 931 802  | 51 199  |
| Osztrák–Magyar Monarchia                                   | Osztrák–Magyar Monarchia | Osztrák–Magyar Monarchia      | 51 390 223 | 675 963 |

## Fegyveres erők

### Császári és Királyi Hadsereg
A közös hadsereg (1889-ig Császári-Királyi Hadsereg, 1889-től Császári és Királyi Hadsereg) élén a korlátlan rendelkezési joggal bíró császár és király, mint legfőbb hadúr (Allerhöchster Kriegsherr) állt, az ő kezében összpontosult a legfelsőbb főparancsnokság (Allerhöchste Oberbefehl). A közös hadügyminisztérium felett is az uralkodó rendelkezett, valamint háború esetén a magyar királyi Honvédség és az osztrák császári-királyi honvédség (k.k. Landwehr) is az uralkodó fennhatósága alá került. Háború és békekötés kérdésében kizárólag a császár és király dönthetett.A hadsereg élén a korlátlan rendelkezési joggal bíró császár és király, mint legfőbb hadúr (Allerhöchster Kriegsherr) állt, az ő kezében összpontosult a legfelsőbb főparancsnokság (Allerhöchste Oberbefehl).
Három hadseregből állt:
- A Közös Hadsereg (Gemeinsame Armee)
- Az osztrák Császári-Királyi Honvédség (k.k. Landwehr)
- Magyar Királyi Honvédség (k.u. Landwehr)

### Császári és Királyi Haditengerészet
A hadiflotta a Monarchiával egy időben, 1867-ben jött létre. Ekkor nevezték át a Császári Haditengerészetet Császári és Királyira, ami azt jelentette, hogy a Magyar Királyság is jelentős szerepet vállalt a további fejlesztésekben. A 20. század elejéig jelentős erőt ugyanis nem képviselt, de onnantól a Monarchia erőteljesen fejleszteni kezdte. Tetőpontját az első világháborúra érte el, mikor is a világ hatodik legnagyobb flottájává vált. A háború végéig jelentős erőt képviselt, de 1918-ban megszűnt.

### Császári és Királyi Légierő
A Császári és Királyi Légierő az Osztrák–Magyar Monarchia légiereje volt 1893-tól az első világháború végéig. A légierő a Császári és Királyi Fegyveres Erők egyik ága volt a hadsereggel és a haditengerészettel. A megalapításakor csupán néhány léggömbös osztagból állt, később viszont repülőgépeket és hidroplánokat is rendszeresítettek. Azonban nagyobb fejlesztés csak Franz Conrad von Hötzendorf, a Monarchia vezérkari főnöke által elindított repülési modernizáció során történt. Ő és tisztjeinek egy része az elavult léggömböket és repülőgépeket leszereltette, s helyükre újonnan beszerzett instrumentumokat állított. A vezérkari főnök 1912. április 24-én Emil Uzelacot, a tapasztalt és jól képzett horvát származású tisztet nevezte ki a légierő főparancsnokának, aki új toborzási és képzési rendszer felállításával enyhíteni próbálta a kis számú repülőgép mellett a másik nagy problémát jelentő szakemberhiányt.
Az első világháború kitörésekor a Császári és Királyi Légierő mindössze 65 használható repülőgéppel és néhány léggömbbel rendelkezett. A repülőgéphiány csökkentésére sorra alakultak a repülőgépgyárak, közülük talán a leghíresebb a Magyar Lloyd Repülőgép- és Motorgyár. Az orosz fronton a pilóták főként felderítési feladatokat hajtottak végre, ám 1916-ra itt is megélénkült a repülőtevékenység, így az osztrák-magyar pilóták kemény légiharcot vívtak az orosz birodalmi repülőkkel. Az olasz front 1915-ös megnyitásakor a légierő fő feladata a bombázás és a felderítés volt, ám a későbbiekben szinte minden vadászszázadot ide vezényeltek, s ezen a fronton vívták legnagyobb légi harcaikat a Monarchia pilótái. A háború során 49 osztrák-magyar pilóta ért el 5, vagy annál több légi győzelmet. Őket nevezik ászpilótáknak. Közülük a legeredményesebb a galíciai születésű Godwin Brumowski volt 35 igazolt légi győzelemmel, míg a legeredményesebb magyar ász, „Az Égbolt Lovagja”, Kiss József volt 19 igazolt légi győzelemmel.

## Népesség

### Etnikai és nyelvi megoszlás

Nemzetiségek eloszlása az Osztrák–Magyar Monarchia területén.
Forrás: William R. Shepherd: Historical Atlas (1911)

Az Osztrák–Magyar Monarchia felbomlása utáni államhatárok

Az alábbi táblázatok mutatják be az 1910-es népszámlálási adatokat.
| terület megnevezése                                     | népesség (fő) | népesség (%) |
| ------------------------------------------------------- | ------------- | ------------ |
| A Birodalmi Tanácsban képviselt országok és királyságok | 28 571 934    | 55,6         |
| A Magyar Szent Korona Országai                          | 20 886 487    | 40,6         |
| Bosznia-Hercegovina                                     | 1 931 802     | 3,8          |
| összesen                                                | 51 390 223    | 100,0        |

| a Magyar Királyság anyanyelvi adatai 1910-ben | a Magyar Királyság anyanyelvi adatai 1910-ben | a Magyar Királyság anyanyelvi adatai 1910-ben |
| anyanyelv                                     | nemzetiség (fő)                               | nemzetiség (%)                                |
| --------------------------------------------- | --------------------------------------------- | --------------------------------------------- |
| magyar                                        | 10 050 575                                    | 48,1                                          |
| román                                         | 2 949 032                                     | 14,1                                          |
| német                                         | 2 037 435                                     | 9,8                                           |
| szlovák                                       | 1 967 970                                     | 9,4                                           |
| horvát                                        | 1 833 162                                     | 8,8                                           |
| szerb                                         | 1 106 471                                     | 5,3                                           |
| rutén                                         | 472 587                                       | 2,3                                           |
| egyéb és ismeretlen                           | 469 255                                       | 2,2                                           |
| összesen:                                     | 20 886 487                                    | 100,0                                         |

Az alábbi táblázatban a zsidókat Ausztriában németnek, Magyarországon pedig magyarnak írták be 1910-ben, de nem feltétlen ez volt az anyanyelvük.
| A Monarchia nyelvei | A Monarchia nyelvei | A Monarchia nyelvei |
| nyelv               | népesség (fő)       | népesség (%)        |
| ------------------- | ------------------- | ------------------- |
| német               | 12 006 521          | 23,36               |
| magyar              | 10 056 315          | 19,57               |
| cseh                | 6 442 133           | 12,54               |
| lengyel             | 4 976 804           | 9,68                |
| szerb és horvát     | 4 380 891           | 8,52                |
| ukrán (ruszin)      | 3 997 831           | 7,78                |
| román               | 3 224 147           | 6,27                |
| szlovák             | 1 967 970           | 3,83                |
| szlovén             | 1 255 620           | 2,44                |
| olasz               | 768 422             | 1,50                |
| egyéb               | 2 313 569           | 4,51                |
| összesen            | 51 390 223          | 100,00              |

| Az Osztrák Császárság beszélt nyelvei | Az Osztrák Császárság beszélt nyelvei | Az Osztrák Császárság beszélt nyelvei        |
| a terület neve                        | fő beszélt nyelv                      | egyéb beszélt nyelvek (több mint 2%)         |
| ------------------------------------- | ------------------------------------- | -------------------------------------------- |
| Bohémia                               | cseh (63,2%)                          | német (36,8%)                                |
| Dalmácia                              | horvát (96,2%)                        | olasz (2,8%)                                 |
| Galícia                               | lengyel (58,6%)                       | ukrán (40,2%)                                |
| Alsó-Ausztria                         | német (95,9%)                         | cseh (3,8%)                                  |
| Felső-Ausztria                        | német (99,7%)                         | -                                            |
| Bukovina                              | ukrán (38,4%)                         | román (34,4%), német (21,2%), lengyel (4,6%) |
| Karintia                              | német (78,6%)                         | szlovén (21,2%)                              |
| Krajna                                | szlovén (94,4%)                       | német (5,4%)                                 |
| Salzburg tartomány                    | német (99,7%)                         | -                                            |
| Osztrák Szilézia                      | német (43,9%)                         | lengyel (31,7%), cseh (24,3%)                |
| Stájerország                          | német (70,5%)                         | szlovén (29,4%)                              |
| Morvaország                           | cseh (71,8%)                          | német (27,6%)                                |
| Tirol                                 | német (57,3%)                         | olasz (42,1%)                                |
| Tengermellék                          | szlovén nyelv (37,3%)                 | olasz (34,5%), horvát (24,4%), német (2,5%)  |
| Vorarlberg                            | német (95,4%)                         | olasz (4,4%)                                 |

### Felekezeti megoszlás

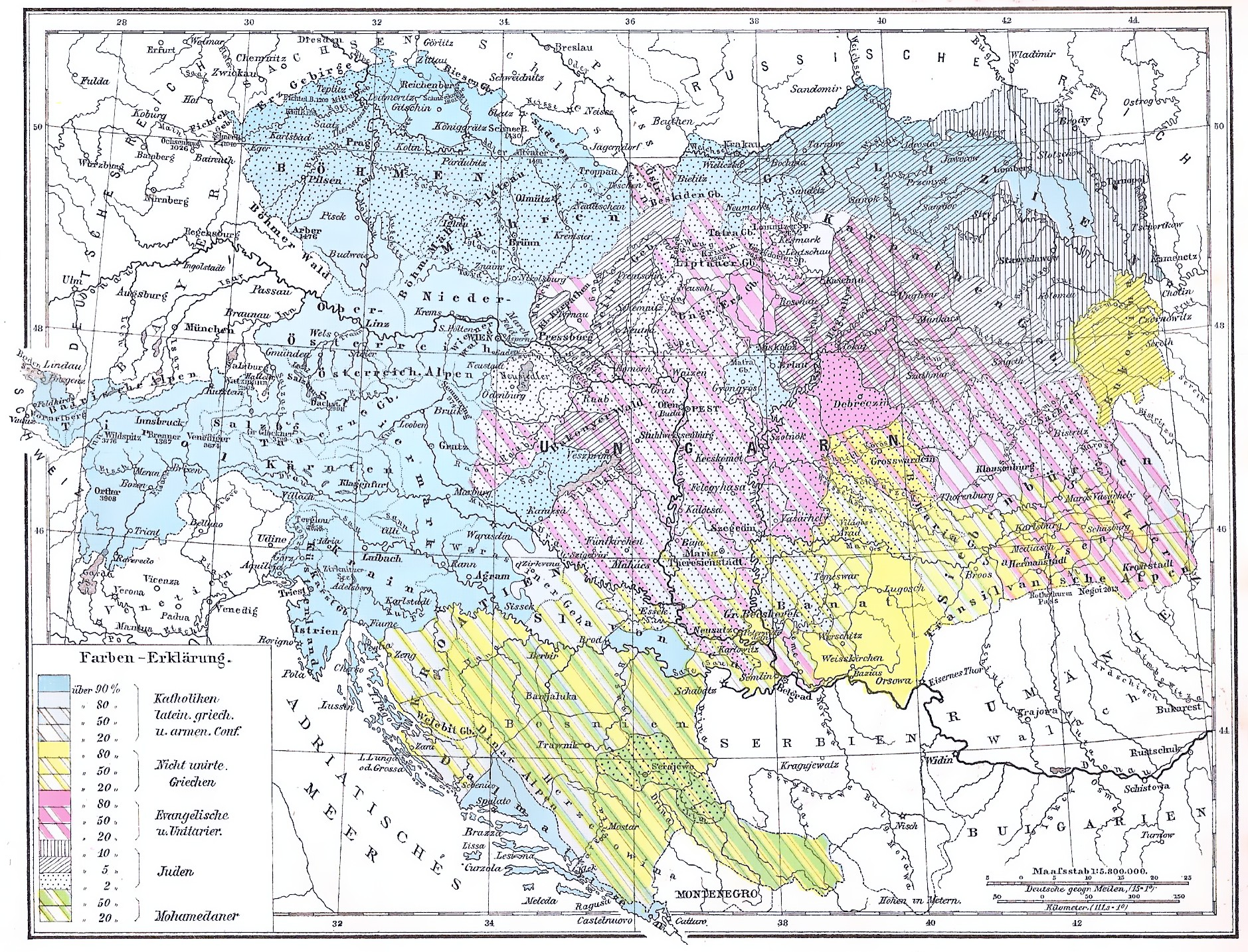
vallási megoszlás 1881-ben

Az 1910. évi népszámlálás szerint a vallások a következőképpen oszlottak meg: 
| Vallások                             | Osztrák Császárság | Magyar Királyság | Bosznia-Hercegovina | Az egész Monarchia |
| ------------------------------------ | ------------------ | ---------------- | ------------------- | ------------------ |
| római katolikusok (latin rítus)      | 22 531 169         | 10 888 138       | 434 061             | 33 852 368         |
| katolikusok (görög és örmény rítus)  | 3 419 458          | 2 025 508        | 8 136               | 5 453 102          |
| görög- és örmény-keletiek            | 667 065            | 2 987 163        | 825 418             | 4 479 646          |
| evangélikusok                        | 444 307            | 1 340 143        | 5 854               | 1 790 304          |
| reformátusok                         | 144 379            | 2 621 329        | 488                 | 2 766 196          |
| izraeliták                           | 1 313 687          | 932 458          | 11 868              | 2 258 013          |
| muzulmánok                           | 1 446              | ?                | 612 137             | 613 583            |
| más vallásúak és felekezet nélküliek | 51 423             | 91 748           | 82                  | 143 253            |
| összesen:                            | 28 571 934         | 20 886 487       | 1 898 044           | 51 356 465         |

| Vallás          | Összesen | Osztrák Császárság | Magyar Királyság | Bosznia-Hercegovina |
| --------------- | -------- | ------------------ | ---------------- | ------------------- |
| római katolikus | 76,6%    | 90,9%              | 61,8%            | 22,9%               |
| protestánsok    | 8,9%     | 2,1%               | 19,0%            | 0%                  |
| szerb ortodoxok | 8,7%     | 2,3%               | 14,3%            | 43,5%               |
| zsidók          | 4,4%     | 4,7%               | 4,9%             | 0,6%                |
| muzulmánok      | 1,3%     | 0%                 | 0%               | 32,7%               |

### Nagyvárosok
| Nagyvárosok listája 1910-ben | Nagyvárosok listája 1910-ben | Nagyvárosok listája 1910-ben |
| sorszám                      | város                        | népesség (fő)                |
| ---------------------------- | ---------------------------- | ---------------------------- |
| 1                            | Bécs                         | 2 031 498                    |
| 2                            | Budapest                     | 1 232 026                    |
| 3                            | Trieszt                      | 229 510                      |
| 4                            | Prága                        | 223 741                      |
| 5                            | Lviv                         | 206 113                      |
| 6                            | Krakkó                       | 151 886                      |
| 7                            | Graz                         | 151 781                      |
| 8                            | Brno                         | 125 737                      |
| 9                            | Szeged                       | 118 328                      |
| 10                           | Szabadka                     | 94 610                       |

### Nemzetiségi problémák és reformelképzelések

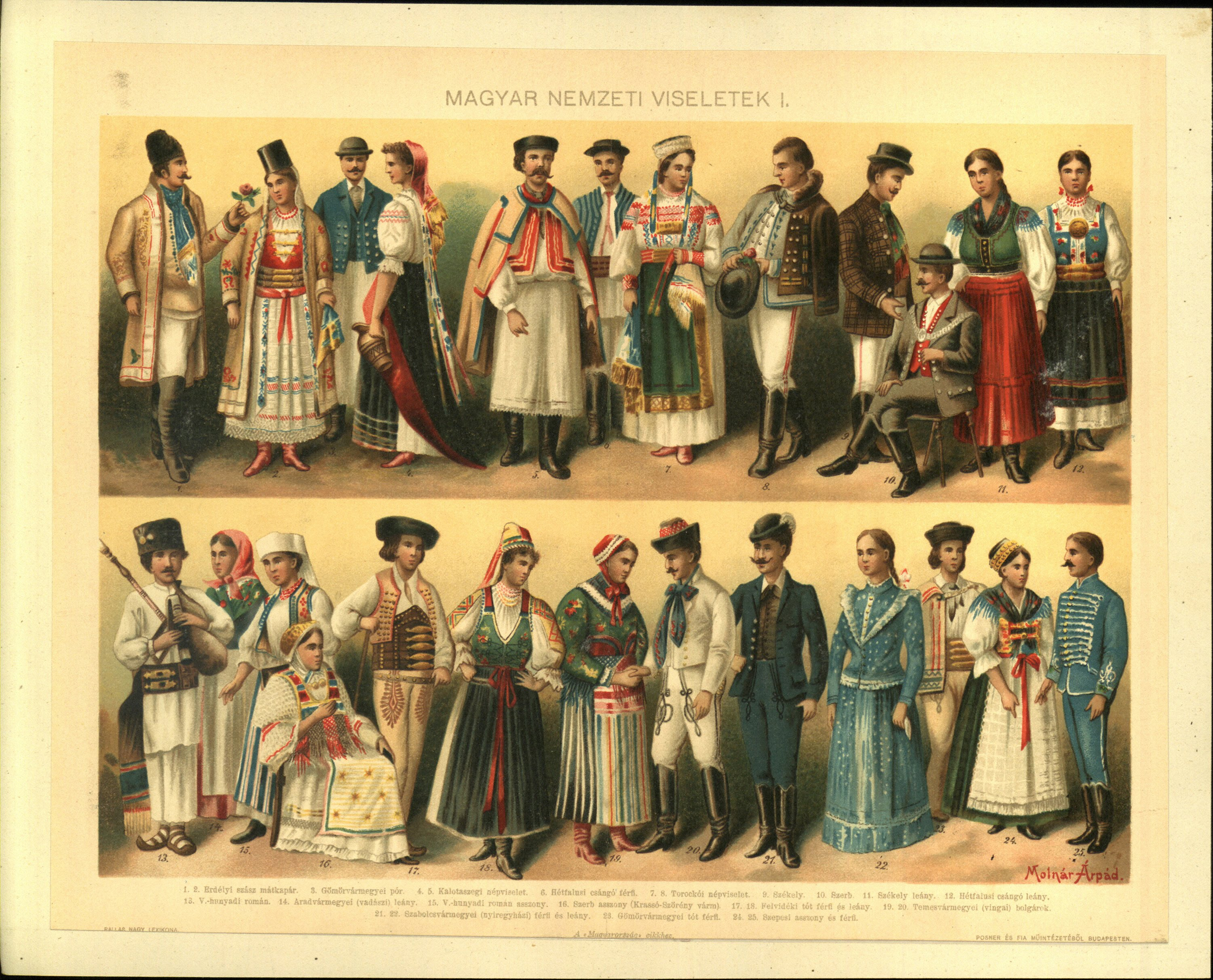
Illusztráció Nagy Géza (1855-1915) és Nemes Mihály (1866-1945) Magyar viseletek története című művéből (1900)

Az 1848-as forradalmak után feltámadt a nacionalizmus a különböző nemzeteknél. Ez ahhoz vezetett, hogy a birodalomban és később a monarchiában is fel-feltörtek a függetlenedési elképzelések, amelyeket újra és újra letört a kormány. A nemzetek úgy gondolták, hogy a független nemzetállamok erősítik meg a kontinenst. A nemzetiségi kérdést azonban nem tudták megoldani, és ez rányomja a bélyegét a mai helyzetre.
A monarchia reformelképzelései nem voltak elég hatékonyak, sokszor kivitelezhetetlenek voltak. A reformelképzelés első lépése a kiegyezés volt. Az osztrákokon kívül a magyarok is előnyét élvezték így a monarchiának. A többi nemzet azonban nem volt ilyen jogok birtokában, továbbá a magyarosítás is hozzájárult az államalakulat szétesésének. Magyarország egy „pszeudo-nemzetállam” volt, úgy kormányozták az államot, hogy nem vették figyelembe a nemzetiségek akaratait.
Az Osztrák Császárságban jobban bántak a nemzetiségekkel. Az igazságszolgáltatásban figyelembe vették a szláv és román nemzetiségűeket. A szlovéneknek Dél-Stájerországban több joguk is volt, míg Csehországban nem kapták meg ugyanazon jogokat, tehát ellentétről beszélhetünk. Magyarországon sem voltak az alkotmányban leírva a nemzetiségekkel szembeni megkülönböztetések, de a gyakorlatban alkalmazták az igazságszolgáltatásban és a politikában.
Az Osztrák Császárságban a németek és a csehek közötti kapcsolat egyre romlott, aminek következtében szükséges volt egy komoly változtatásra. A délszláv trialista program volt a legnagyobb reformterv, azonban a szlovének nem szerepeltek ebben a tervben. Emellett az osztrák és magyar területeken egy horvát vezetésű délszláv birodalmat akartak létrehozni. Ez a délszláv állam gyengítette volna Magyarországot, továbbá a nagyszerb elképzeléseknek is szöges ellentéte volt. A trializmus sem oldotta volna meg a nemzetiségi problémákat. A horvát trializmus gondolatát a Hohenwart-terv is átvette 1871-ben csak a csehek részére írta át. A cseheknek egy sajátos státuszt adtak volna. Az osztrák nemzetiségi politika azonban továbbra is nyitott maradt, eredmények nélkül.
A trialista koncepció a monarchia utolsó évtizedében a trónörökös Ferenc Ferdinánd hajlott egy föderalista állami berendezkedésre (Nagy-ausztriai Egyesült Államok), azonban a magyar politikai elit, a délszláv ellentét megakadályozta ebben.

### Kivándorlás a monarchiából

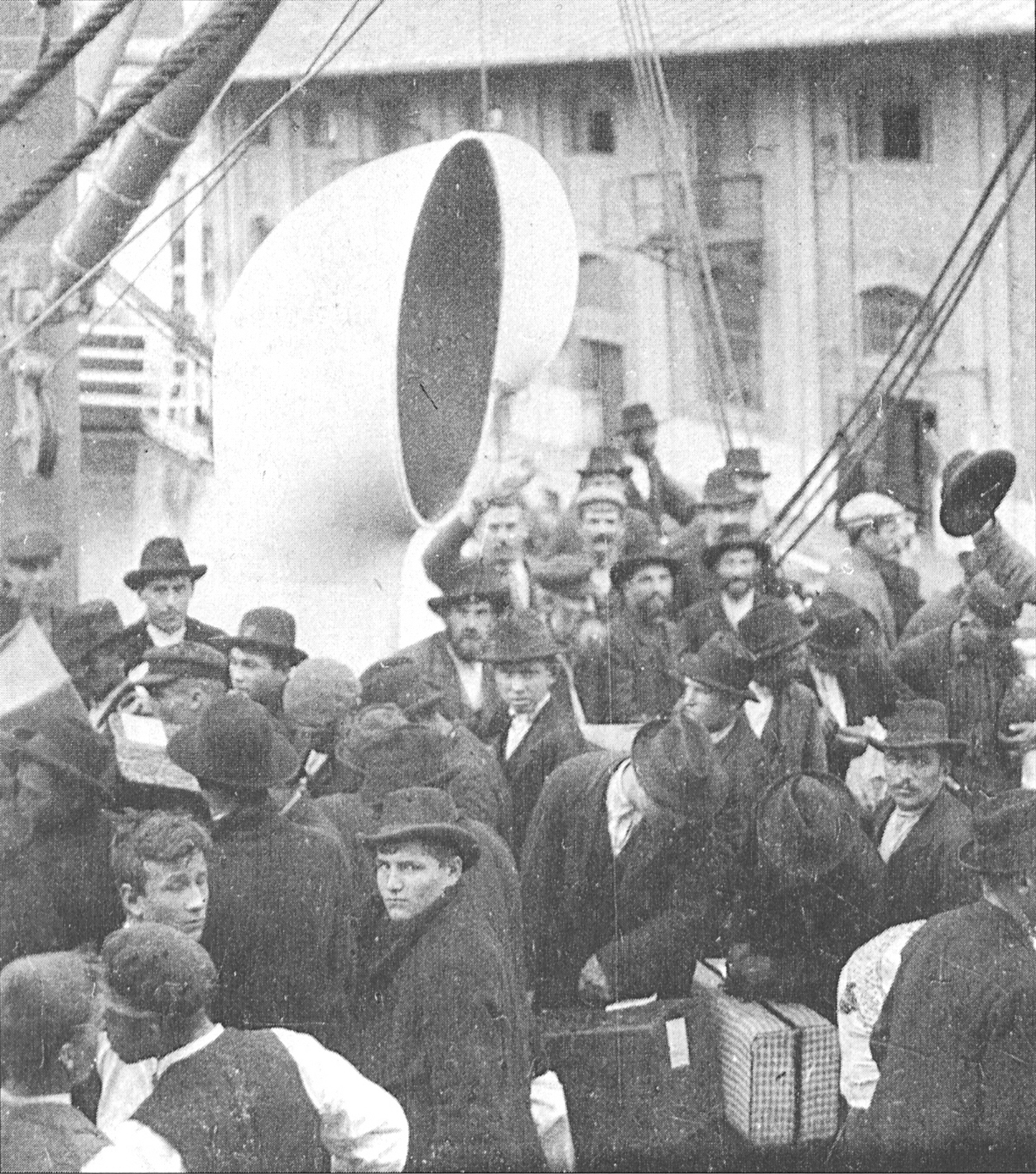
Trieszti jelenet: felszállás egy Amerikába induló hajóra

1876 és 1910 között körülbelül 3,5 (más adatok szerint 4) millió fő hagyta el a monarchiát. Ők munkanélküliek és szegények voltak, akik reményekkel telve indultak el az Újvilágba. 1,8 millióan a Lajtáninnenről, 1,7 millióan pedig a Lajtántúlról hagyták el az államszövetséget. 3 millióan az Amerikai Egyesült Államokban, 358 ezren Argentínában, 158 ezren Kanadában, 64 ezren Brazíliában, 4 ezren Ausztráliában kerestek maguknak új hazát. A maradék pár ezer fő egyéb országokba költözött.
1907-ben kereken 1 millió fő emigrált. A magyar és az osztrák kormánynak sürgősen megoldást kellett találnia a munkanélküli fiatalok elvándorlásának megakadályozására. 1901-1905 között Ausztriában 65 603 ingatlant és 45 530 parcellát árvereztek el az emigránsoknak.
A legfontosabb kikötők, ahonnan a kivándorlók elhagyták Európát, Hamburg és Bréma volt. Innen indultak a Norddeutsche Lloyd és a Hamburg-Amerika-Linie társaságok hajói. Egy hajóút New Yorkba a 19. század közepén első osztályon 1 hónap volt. 1900 körül jó időben csak 1 hét. Triesztből az Austro-Americana hajóin 15 napig tartott az utazás. Évente 32-38 hajó ment az USA-ba. A hajókon az utazás nagyon kényelmetlen volt, viszont a hajótársaságoknak rengeteg hasznot hoztak.
A legtöbb kivándorló Galíciából hagyta el a monarchiát, 1907 és 1912 között 350 ezren. Ez egy osztrák miniszter 1912. március 12-i interpellációjából derül ki.

## Gazdaság

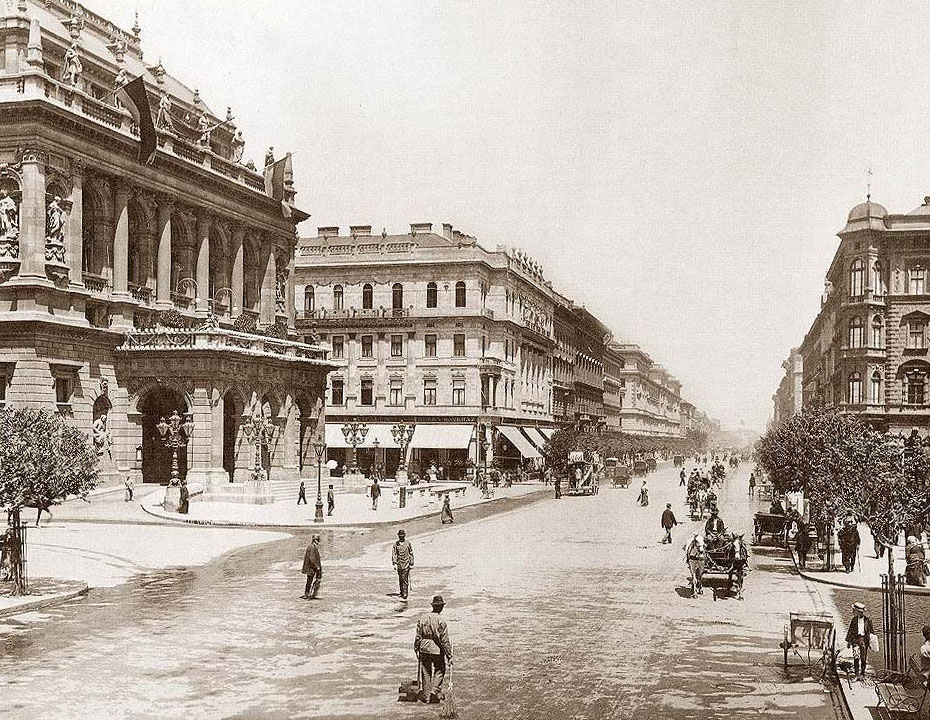
Budapest 1896-ban

A kiegyezést követő fél évszázad egyike a magyar gazdaság sikertörténeteinek. Bár a fejlődés pontos üteméről megoszlanak a vélemények, abban mindenki egyetért, hogy a második ipari forradalom korszakában egy elmaradott agrárországból a 20. század elejére fejlett élelmiszeriparral rendelkező és intenzív exporttevékenységet folytató agrár-ipari országgá vált. A belső piac prosperáló konjunktúrája tartotta leginkább egyben a monarchiát.
- Berend T. Iván és Ránki György a nemzeti jövedelem évi növekedését előbb 3,7, majd 3,2%-ban állapították meg. Ez azt jelenti, hogy az 1867-est 100%-nak véve a nemzeti jövedelem értéke 1900-ra megháromszorozódott, 1914-re pedig több mint megötszöröződött.
- Katus László számításai szerint a GDMP, azaz a bruttó hazai anyagi termék, amiben a nem anyagi jellegű szolgáltatások nem szerepelnek, 1867 és 1913 között valamivel lassabban, évi 2,4%-kal nőtt, azaz: csaknem megháromszorozódott. Az európai növekedés átlagos dinamikáját azonban még ez is meghaladta. Ennél magasabb növekedési ütemet ugyanis csak a dán (3,2%), a svéd (3,0%) és a német (2,9%) gazdaság produkált.
- Egy harmadik számítás szerint, amely a bruttó nemzeti jövedelemre (GNI) vonatkozik, tehát a szolgáltatások mellett a külföldről szerzett jövedelmeket is figyelembe veszi, az Osztrák–Magyar Monarchia 1860 és 1910 között 1,76%-os évi növekedést ért el, miközben Európa egésze 1,88%-ost. Ezzel az ütemmel a Monarchia megelőzte a balkáni és dél-európai országokat, egy kategóriába tartozott Belgiummal, Hollandiával, Norvégiával, Oroszországgal és Nagy-Britanniával, s elmaradt a leggyorsabban fejlődő Svédországtól, Dániától, Németországtól, Svájctól, Franciaországtól és Finnországtól. Figyelembe véve, hogy a magyar gazdaság valamivel gyorsabban növekedett, mint az osztrák részeké, az ország 1867 és 1914 közötti teljesítménye e számítás alapján is kiemelkedőnek, ha nem is élenjárónak tartható.

1914-ig összesen 114 község és város polgárai számára vált elérhetővé a villamosenergia szolgáltatás.
A két nép közötti gazdasági kapcsolat a közös sikerek ellenére nem volt mindig sikeres. Az 1860-as években a Magyarok bojkottálták az osztrák termékeket. Ennek a nemzeti-bojkottnak a szimbóluma a tulipán lett.

## Kultúra

### Művészetek a monarchiában

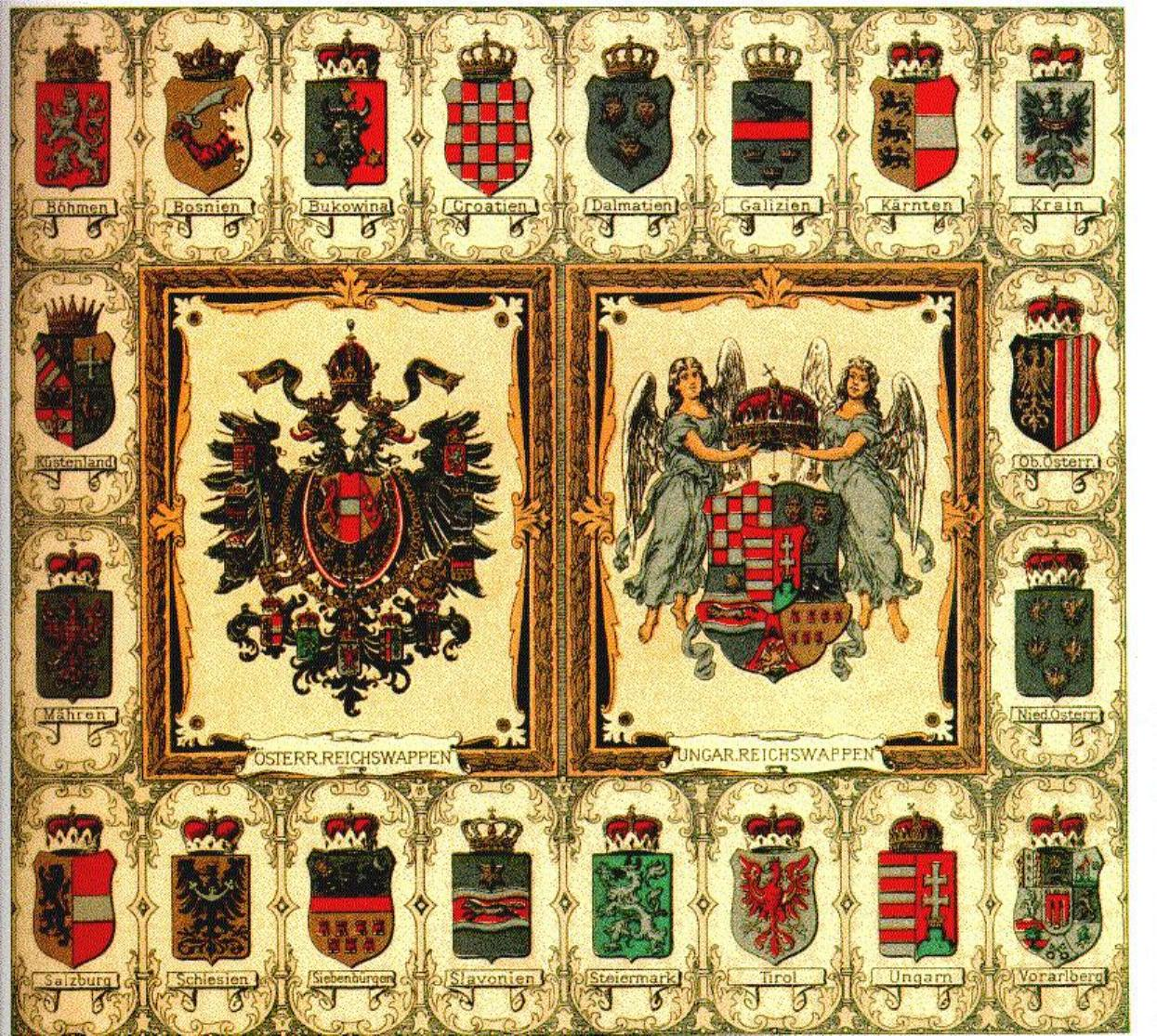
Osztrák-Magyar birodalmi nagycímer

A birodalom nagy részében a monarchia időszaka igen nagy ipari és gazdasági fejlődéssel járt. A tartományok és a települések gazdagodásával egyre több pénz jutott a fejlesztésekre és a művészetekre. Ekkoriban épültek ki Közép-Európa legnagyobb és legfejlettebb vasúthálózatai. A városfejlesztések hatására egész negyedek és városrészek épültek. A művészeti oktatás színvonala és a művészeti intézmények és társaságok szerveződése pezsgő kulturális életet épített ki, melynek eredményeit ma is érezzük.

#### Építészet
A kor építészetét a birodalom egészében az eklektika és a historizmus határozta meg. A régi történelmi stílusok újjáéledése és keveredése szinte az összes korabeli épületen megfigyelhető. A historizmus jellegzetes alkotásai közé tartozott a Sugárút. A Hősök tere a historizmus kései korszakát idézi.
Egyetlen új irányzatként az art nouveau érkezett, melynek megfelelője a monarchiában a szecesszió nevet kapta.
A tudatos városrendezés számos város központját átalakította, máig hatóan meghatározva ezzel építészeti karakterüket is. A dualizmus időszakában alakult ki Bécs és Budapest jellegzetes városképe.
Budapest fejlődése miatt több hídra volt szükség, emiatt hídépítési láz tört ki a városban. Ekkor épült a Margit híd, a Ferenc József híd és a régi Erzsébet híd. A hidakon kívül templomokat, múzeumokat is felépítettek. A kor híres építésze Ybl Miklós volt, akinek a fő műve az Magyar Állami Operaház. A külföldön ismert Eiffel-cég a Nyugati pályaudvart építette fel, amely az új vas-üveg szerkezetével európai színvonalú volt. 

#### Festészet
A monarchia idején a történelmi és a mitológiai témakörök uralták a festészetet. A kor híres festője Lotz Károly volt, aki a romantika kedvelt témaköreit is megfestette, de az angliai esztéticizmus is jellemezte a műveit.
A falképfestészet kiemelkedő alakja Székely Bertalan volt, aki a romantikus tartalmú festményei után váltott. Ő festette a Vajdahunyadvár lovagtermét, a Nagyboldogasszony-templom freskóit a templom újjáépítése során.
A korszak festői közül többen külföldön tanultak. Ezeket az új stílusokat elhozták Magyarországra, ahol felvirágoztatták a festészetet, új megvilágításba helyezték azt. Ezen festők közül Benczúr Gyula emelkedett ki, aki a plein air stílust alkalmazta a kései munkáiban.
A magyar festészet kívülállójának Zichy Mihályt tekintik, aki az orosz cárok kegyeltje volt. Ő készítette Az ember tragédiája című műhöz az illusztrációkat.

#### Zeneművészet
A kiegyezés után a magyar zeneélet intézményeit teremtették meg először. Ilyen volt a Zeneakadémia. A zenei élet felvirágzása is ekkor kezdődött, köszönhetően a magyar úri osztálynak. Ez egy összetett réteg volt. Egyik része a nemzetközi – német, olasz – műveket szerette, másik részük a hagyományosan magyar műveket. Ezeket nevezzük ma cigányzenének.
A falvakban nem mutatkozott meg az európai zene, ott még a népzene volt a legkedveltebb stílus. A kis- és nagyvárosok igyekeztek felvenni a versenyt a fővárossal, de a különbségek megmaradta a Monarchia végéig.
A kor híres zeneszerzői Erkel Ferenc és Liszt Ferenc voltak. Az ő tiszteletükre haláluk után egyesületek is alakultak: Liszt-egyesület 1870-ben.
A zenei társulatok száma is egyre gyarapodott. Kassán, Temesvárott énekegyesületek alakultak, több városban cigány és katonazenekarok kezdték meg munkájukat.

#### Táncművészet
A monarchia a táncművészetekre is jótékony hatással volt, ugyanis több egyesület, egylet, könyvkiadó is megalakult. Az akkori tánckultúra elitjét a Népszínház, az Operaház és a Király Színház jelentette. Az első főleg a népszínművek, a második az operák és balettek, a harmadik az operettek bemutatásának színhelye volt.
A kiegyezés után a báltermekben újra csárdást jártak az emberek. Azonban más népek táncait – valcer, polka – táncolták. Német és francia mintára táncmesteri könyvek jelentek meg, amelyek a magyar táncok taníthatatlanságáról írtak. A század végére az amerikai négerek által kedvelt táncok is begyűrűztek a monarchia területére. Ezek társastáncok voltak mind (tangó, one step, two step).
A tánctudomány ekkor élte gyermekkorát. Az első jelentős művet csak 1908-ban adták ki: Fabó Bertalan: A magyar dal zenei fejlődése címmel. A tudósok vitáit az Ethnographia című újság hozta le. A 20. század elején kezdte meg a két nagy népdalgyűjtő (Bartók Béla, Kodály Zoltán) a munkáját. A kor technikai felszereltsége azonban nem volt alkalmas, hogy rögzítse a mozdulatokat, ritmusokat (pontosabban volt fonogram és filmfelvevő, de nem terjedt még el).

#### Színművészet
A kiegyezés után, 1869-ben megalakult az első általános színház ügynökség, amely maga köré gyűjtötte a színházi élet szereplőit. Lapot is indítottak Színpad címen. 2 évvel később még színészkongresszust is tartottak, amelynek célja egy szövetség létrehozása volt. Kialakítottak egy színikerületi rendszert, amely 1878-1949 között érvényben volt.
A monarchia idején színházépítési láz volt. A kiemelt színházakat ráadásul egyetlen cég építette, az osztrák Fellner és Helmer: Wiesbadentől Odesszáig 48 teátrumot emeltek. Budapesten a Népszínházat (1875), a Somossy Orfeumot (a mai Operettszínház, 1894), Vígszínházat (1896) húzták fel.

#### Filmművészet
A filmezést a 19. század végén találták ki. A Monarchia úttörő volt ebben, mert már 1896-ban Budapesten is vetítettek. Azután a kópiákat továbbvitték az ország vidékeire. A vetítések során tudományos-ismeretterjesztő és szórakoztató műsorszámokat mutattak be. 

### Oktatási rendszer

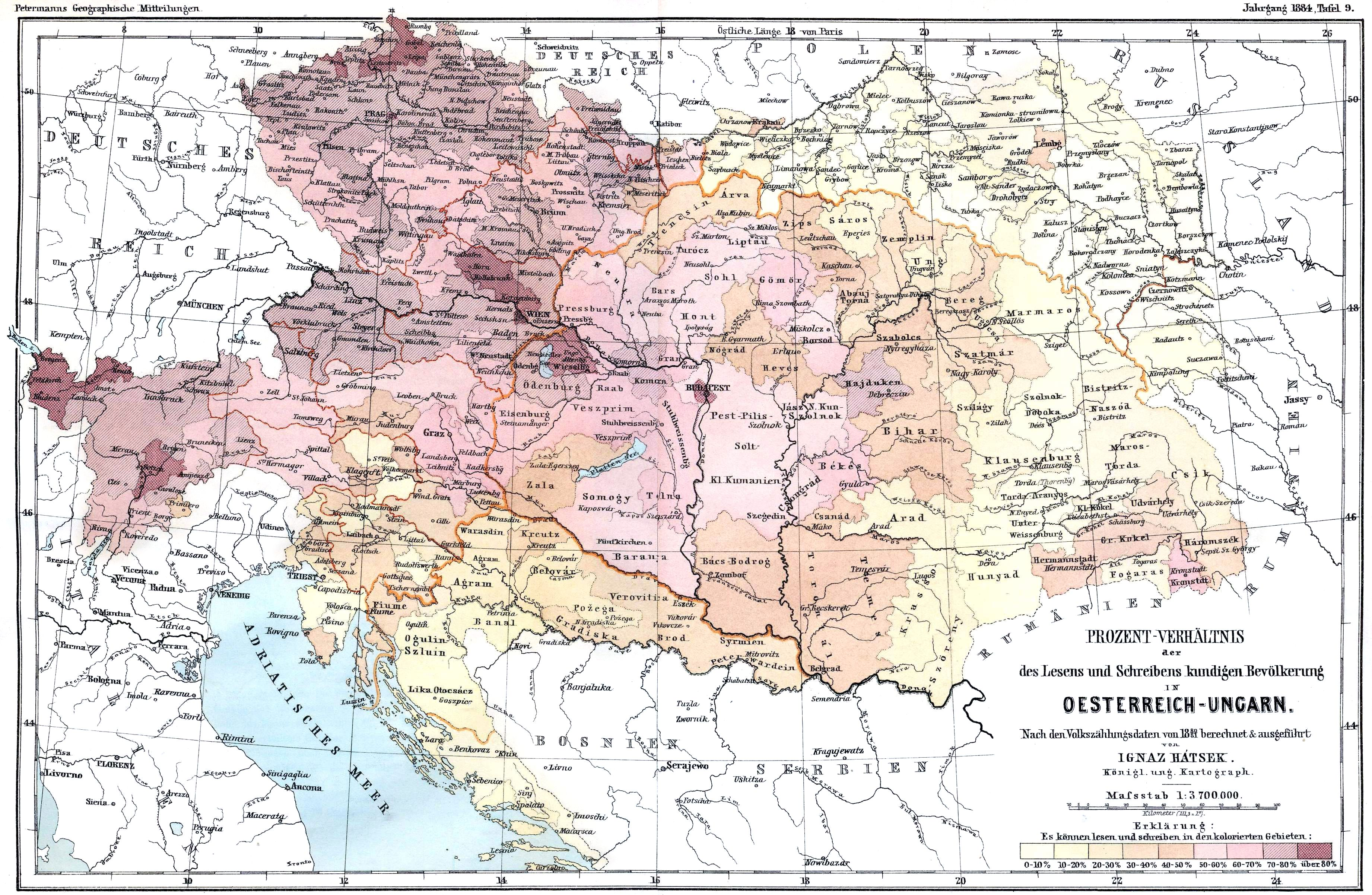
Az írni-olvasni tudók aránya az 1880-as népszámlálás szerint

A Monarchia idején a kötelező általános iskolai oktatás hatására az analfabetizmus csökkent, azonban még így is jelentős volt.
A következő táblázat az analfabéták arányát mutatja be 1880-1900 között a 6 éven felüli személyek esetében.
|                     | 1880 (%) | 1900 (%) | Analfabéták arányának változása 1880-1900 között (%) |
| ------------------- | -------- | -------- | ---------------------------------------------------- |
| Osztrák Császárság  | 34,4     | 27,4     | 7,0                                                  |
| Csehország          | 8,5      | 5,3      | 3,2                                                  |
| Dalmácia            | 87,3     | 73,6     | 13,7                                                 |
| Galícia             | 77,1     | 63,9     | 13,2                                                 |
| Alsó-Ausztria       | 8,5      | 6,0      | 2,5                                                  |
| Felső-Ausztria      | 8,6      | 5,8      | 2,8                                                  |
| Bukovina            | 87,5     | 65,2     | 22,3                                                 |
| Karintia            | 39,6     | 24,0     | 15,6                                                 |
| Krajna              | 45,4     | 31,4     | 14,1                                                 |
| Salzburg            | 11,7     | 8,7      | 3,0                                                  |
| Osztrák Szilézia    | 11,8     | 11,2     | 0,6                                                  |
| Stájerország        | 27,8     | 18,0     | 9,8                                                  |
| Morvaország         | 10,4     | 7,8      | 2,6                                                  |
| Tirol és Vorarlberg | 9,7      | 7,1      | 2,6                                                  |
| Tengermellék        | 56,8     | 38,2     | 18,6                                                 |
| Magyar Királyság    | 58,8     | 41,0     | 17,8                                                 |

### Kulturális látnivalók

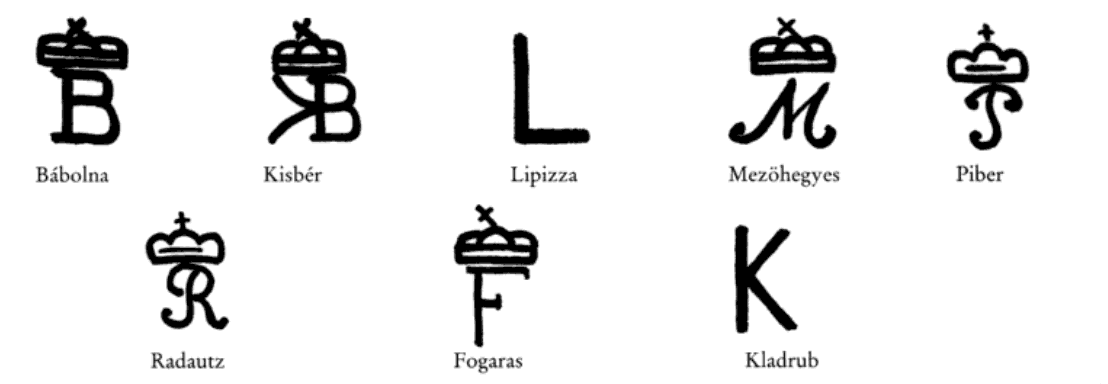
Az Osztrák–Magyar Monarchia területén létezett ménesbirtokok billogjai, lóbélyegei.

A kulturális látnivalók közül több ma is áll. Ilyen a budapesti parlament, a budapesti hidak, a pécsi zsolnai gyár, Herkulesfürdő, Trieszt kikötője stb.
Számos látnivaló azonban megsemmisült az idők folyamán, például főúri kastélyok.

### Gasztronómia
A Monarchiában a multikulturalizmus miatt a különböző konyhák ízei keveredtek.
Ez idő tájt több ételt is kitaláltak. Ilyen volt a dobostorta is, amelyet először Dobos C. József készített el 1884-ben. A császármorzsa is ekkor hódította meg az államszövetséget. Cukornádtermelő gyarmatai nem lévén népszerű itala volt a rum helyett gyártott Inländerrum, melynek egyes márkái máig is népszerűek a Monarchia utódállamaiban.

## Szimbólumok

### Zászlók
A monarchiának nem volt közös állami zászlaja, azonban a piros-fehér-piros haditengerészeti és kereskedelmi tengerészeti zászlaja közös volt. Ezt 1781. januárja óta használták, a monarchiában 1869. augusztus 1-jén rendszeresítették. 1915. október 12-én a császári rendelet alapján új tengeri zászlót terveztettek, amely alapján új hadi- és tengeri lobogót készítettek. A háború miatt azonban, sosem vezették be ezt a két lobogót.
| Haditengerészeti lobogó (Seekriegs- und Marineflagge) (1867-1918) | Kereskedelmi tengerészeti lobogó (1867-1918) | 1915-ös hadilobogó (nem lett bevezetve) | Az Osztrák Császárság zászlaja | A Magyar Királyság zászlaja |

### Címerek
Az Osztrák–Magyar Monarchia hivatalos nagycímere sosem készült el. A megalakulásától kezdve, 1867-től a Habsburg-ház kétfejű sasa volt az reálunió fő szimbóluma, amely az egyik szárnya alatt Magyarország, míg a másik szárnya alatt Ausztria szimbólumait ábrázolta, ám ez rangját illetően egy középcímer volt. Ez idő alatt még egy kiscímer is hivatalban volt, szintén a kétfejű sas szimbólumával a középpontban.
| A Monarchia kiscímere 1915-ig | A Monarchia kiscímere 1915 és 1918 között | A Monarchia középcímere 1915-ig | A Monarchia középcímere 1915 és 1918 között |

Ezeket a címereket váltotta fel 1915-ben egy új kis- és középcímer. Az új kiscímer a két egyenlő állam címereit ábrázolta, közötte pedig a közös uralkodóház címerével, alattuk pedig a latinul íródott  Indivisibiliter ac Inseparabiliter (németül Unteilbar und untrennbar, míg magyarul Feloszthatatlanul és elválaszthatatlanul), feliratok voltak olvashatók, melyek a Monarchia mottója voltak. A nagycímer hiányában az 1915-től életbe lépett új középcímert tekintjük az államszövetségek szimbólumának. Ezen a két állam középcímere szerepel az adott állam társországaival egybekötve, ezek mellett pedig az egyik oldalon egy sas, a másik oldalon pedig egy angyal szerepel, mint pajzstartó, alattuk pedig a jól ismert mottó olvasható. Ezek mellett a két állam területének is megvoltak a saját címerei.
| Az osztrákok kiscímere 1915 és 1918 között | Az osztrákok középcímere 1915 és 1918 között | A magyarok kiscímere 1915 és 1918 között | A magyarok középcímere 1915 és 1918 között |

## Fordítás
- Ez a szócikk részben vagy egészben az Österreich-Ungarn című német Wikipédia-szócikk ezen változatának fordításán alapul.  Az eredeti cikk szerkesztőit annak laptörténete sorolja fel. Ez a jelzés csupán a megfogalmazás eredetét és a szerzői jogokat jelzi, nem szolgál a cikkben szereplő információk forrásmegjelöléseként.

### Weboldalak
- A monarchia térképei
- Takács Zoltán (2006): Az Osztrák-Magyar Monarchia írásban és képben